# Verena Schweers
Verena Schweers, född Faißt den 22 maj 1989, är en tysk fotbollsspelare som spelar för Bayern München i Tyskland.
Schweers ingick i Tysklands lag i VM i Tyskland 2011 och VM i Frankrike 2019.